# Токинг-дръм
Токинг-дръм (или Тоукин-дрaм ) e музикален перкусионен инструмент от групата на мембранофонните инструменти. По произход тоукин-дръмът е от западна Африка.

## Устройство
Инструментът се състои от дървен корпус във формата на пясъчен часовник, от двете страни на който са опънати кожи, свързани с опънат по дължината на целия инструмент памучни шнурове. В средата на инструмента, където корпусът е най-тесен, шнуровете са обточени с друг такъв шнур.

## Техника на звукоизвличане
Изпълнителят хваща под мишница инструмента и притискайки и отпускайки шнуровете с лакът, променя височината на тона, като често тоновете са придружени с глисандиращи движения. Звукът се произвежда посредством удар върху кожата с палка, представляваща средно дълга пръчка с извит край във формата на буквата „Г“ и накрайник дървено топче.

## Употреба
Тоукин-драм наред с други инструменти от западна Африка като джембето, е тясно свързан с фолклорната музика и бита на хората. Наречен е „говорещ барабан“, тъй като с него могат да се изпращат сигнали, а някои от най-добрите изпълнители могат да имитират произношението на думи от различните африкански диалекти.